# Dzieje rezydencji na dawnych kresach Rzeczypospolitej
Dzieje rezydencji na dawnych kresach Rzeczypospolitej – monografia Romana Aftanazego, obejmująca w 11 tomach historię około 1500 polskich pałaców i dworów oraz ich właścicieli na Kresach Wschodnich Rzeczypospolitej w granicach sprzed 1772. Pierwsze wydanie pod tytułem Materiały do dziejów rezydencji ukazało się w latach 1986–1993 nakładem Instytutu Sztuki Polskiej Akademii Nauk. Drugie wydanie, rozszerzone i pod zmienionym tytułem Dzieje rezydencji na dawnych Kresach Rzeczypospolitej, opublikowane zostało w latach 1991–1997 przez Zakład Narodowy im. Ossolińskich.

## Przygotowania przed 1939 rokiem
Na początku lat 30. XX wieku kilkunastoletni Roman Aftanazy został zaproszony na wakacje do majątku Nowoszczyce na Polesiu, należącego do Marii ze Smolków Ordziny (z tej rodziny pochodził Napoleon Orda), wnuczki znanego działacza galicyjskiego Franciszka i córki historyka, prof. Stanisława Smolki. Trafił tam dzięki zaproszeniu ze strony Jadwigi Smolkówny, siostry Marii Ordziny, która będąc w sanatorium w Morszynie-Zdroju, poznała matkę Romana Aftanazego i zapytała ją, czy jej syn chciałby zobaczyć prawdziwy dwór polski, opisywany m.in. w książkach Marii Rodziewiczówny i Józefa Weyssenhoffa. Tradycyjny dwór w Nowoszycach zafascynował Aftanazego i jeszcze jako uczeń gimnazjum zaczął się interesować również sąsiednimi dworami, ich architekturą i zbiorami. Jeszcze przed wybuchem II wojny światowej opublikował kilkanaście artykułów o polskich dworach na Kresach w popularnych pismach takich jak: „Ilustrowany Kurier Codzienny”, „Światowid”, „As”. W sumie zebrał materiały ikonograficzne kilkudziesięciu polskich pałaców i dworów. Wybuch wojny przerwał jednak dalsze badania.

## Prace badawcze po wojnie
Natychmiast po zakończeniu II wojny światowej Roman Aftanazy, od 1946 roku mieszkający we Wrocławiu i pracujący w Ossolineum, zdecydował się kontynuować zbieranie informacji i materiałów ikonograficznych do historii polskich siedzib ziemiańskich. Obszar swoich badań poszerzył na całe Kresy Wschodnie w granicach sprzed I rozbioru Polski. Postawił sobie za cel udokumentowanie nieistniejącego już świata kresowej kultury ziemiańskiej. W związku z niemożnością dotarcia do miejscowości, które znalazły się w ZSRR, źródłem informacji stały się archiwa, biblioteki, muzea i – przede wszystkim – relacje ostatnich właścicieli pałaców i dworów. Roman Aftanazy opracował szczegółowy kwestionariusz, w którym znajdowały się pytania o dzieje danej miejscowości i jej właścicieli, historię budowli pałacowych lub dworskich, architekturę z zewnątrz i wewnątrz, dekoracje, wyposażenia i zbiory sztuki oraz opisy parków i ogrodów. Codziennie przez ponad czterdzieści lat wysyłał kilka listów do dawnych właścicieli siedzib ziemiańskich lub ich potomków. Przy tym szukał ich po całym świecie. W sumie wysłał kilkadziesiąt tysięcy listów. Często zdarzało się, że do tej samej osoby pisał kilkukrotnie, aby uzyskać kompletne informacje o opisywanym obiekcie i archiwalne zdjęcia, które kopiował. Zebrał około 7000 rycin i fotografii. Opisał nie tylko słynne siedziby ziemiańskie, ale, co szczególnie istotne, pałace i dwory mniej znane lub zapomniane. Materiały zebrane i opracowane przez Aftanazego często pozostają głównym lub wręcz jedynym źródłem do ich historii
Roman Aftanazy prowadził prace badawcze wyłącznie z własnej inicjatywy, za własne środki i po godzinach pracy. W PRL podobnych badań nie mogła podjąć żadna instytucja naukowa w Polsce. Po latach stwierdził, że Samotność pomogła mi w tej pracy. Nie założył również rodziny.

## Wydanie dzieła
Roman Aftanazy nie liczył, że w PRL jego prace będą mogły ukazać się drukiem. W połowie lat 80. starania o wydanie materiałów zaczął historyk sztuki prof. Tadeusz Chrzanowski. Namówił on Andrzeja Ciechanowieckiego, emigracyjnego kolekcjonera i mecenasa, do sfinansowania druku. Zgodę na wydanie dzieła wyraził dyrektor Instytutu Sztuki PAN w Warszawie Stanisław Mossakowski. Cenzura wydała zezwolenie na publikację pod warunkiem, że będzie dostępna jedynie dla pracowników naukowych i ograniczenia nakładu do 200 egzemplarzy. Tytuł Materiały do dziejów rezydencji, bez informacji, że chodzi o teren dawnych Kresów Wschodnich, wymyślił redaktor dzieła, Andrzej Baranowski. Pierwszy tom ukazał się w 1986 roku w nakładzie 500 egzemplarzy. Tomy od piątego do jedenastego opublikowane zostały w nakładzie 1000 egzemplarzy do 1993 roku. Każdy tom ukazał się w dwóch woluminach, zawierających tekst i zdjęcia.
Po upadku komunizmu w Polsce i jeszcze przed ukończeniem wydania Instytutu Sztuki PAN, zaczęły się ukazywać tomy drugiego, poszerzonego wydania. W sumie w latach 1991–1997, nakładem Wydawnictwa Zakładu Narodowego im. Ossolińskich, ukazało się ich jedenaście.

### Tom I

#### Województwo mińskie
- Annopol[3][4],
- Bacewicze[5][6],
- Barbarów[7],
- Berezyna,
- Błoń[8],
- Borysowszczyzna
- Chalcz[9],
- Chodasiewicze,
- Chojniki,
- Chotów,
- Citwa[10],
- Dobośnia,
- Dudzicze,
- Dukora[11],
- Gródek Ostroszycki[12],
- Hlewin[13],
- Hnieździłów[14],
- Hołowczyce[15],
- Homel,
- Ignatycze[16],
- Kałużyce,
- Kisielewicze[17],
- Koroleszczewicze,
- Korytno[18],
- Krasny Brzeg[19],
- Kuchcice[20],
- Lipów[21],
- Łohojsk,
- Łohoza[22],
- Malewicze[23],
- Mściż[24],
- Narowla,
- Nowo Pole[25],
- Nowosiółki[26],
- Nowosiółki Małe[27],
- Nowosiółki Wielkie[28],
- Nowy Dwór[29],
- Olsa[30],
- Pieroszyce,
- Przyłuki[31],
- Raków,
- Rawanicze[32],
- Rohiń,
- Rusinowicze[33],
- Russakowicze[34],
- Siemków,
- Sińcza[35],
- Stańków,
- Stara Bielica,
- Sutków[36],
- Ślepianka[37],
- Śmiłowicze,
- Tursk[38],
- Ubiel,
- Użyniec[39],
- Wiazyń,
- Wieprzata[40],
- Wiktoryn[41],
- Wodowicze[42],
- Zamość[43],
- Zasław

#### Województwo mścisławskie
- Anelin[44],
- Bolin[45],
- Jaźwin,
- Krzyczew[46],
- Łuczyce,
- Masalszczyna
- Starogród[47],
- Wiszenka[48],
- Wyków[49].

#### Województwo połockie
- Anińsk[50],
- Bardziłowicze[51],
- Białe[52],
- Bieszenkowicze,
- Bigosów[53],
- Boczejków[54],
- Czereja,
- Dziedzinka[55],
- Hermanowicze,
- Hromoszcze[56],
- Iwańsk[57],
- Justynianów[58],
- Kochanowicze[59],
- Laskowicze[60],
- Łużki[61],
- Mosarz,
- Nacza[62],
- Obol[63],
- Orzechowno[64],
- Orzechowno[65],
- Oświej[66],
- Paule[67],
- Pyszno[68],
- Tabołki[69],
- Uchwiszcze[70],
- Wierzchów[71],
- Zapasiszki[72].

#### Województwo witebskie
- Bielica,
- Czarnorucze[73],
- Druck,
- Dubrowna,
- Dymanów[74],
- Hołaszew[75],
- Horodnia[76]
- Janowicze,
- Jurcewo,
- Konstantów,
- Mieżów[77],
- Wielka Czernica[78].

### Tom II

#### Województwo brzeskolitewskie
- Albrechtów[79],
- Antopol,
- Atteczyzna[80],
- Bereżno Stare[81],
- Bereżno Nowe[82],
- Biała,
- Bielin[83],
- Biżerewicze[84],
- Brenne,
- Bryniów[85],
- Cieleśnica,
- Czachec[86],
- Czarnawczyce,
- Dąbrowica-Worobin[87],
- Dereszewicze[88],
- Dołhe[89],
- Dostojewo[90],
- Dubieniec[91],
- Duboja[92][93],
- Horodyszcze,
- Hremiacze[94],
- Hruszowa[95],
- Kabaki[96],
- Kodeń,
- Kożangródek,
- Lachowicze,
- Linowa[97],
- Lubieszów,
- Łunin[98],
- Mankiewicze[99],
- Mohylna[100],
- Mołodów[101],
- Mutwica[102],
- Neple,
- Nowoszyce[103],
- Opol[104],
- Ostromecz[105],
- Ostrówki[106],
- Ostrzyca[107],
- Oziaty[108],
- Perekale[109],
- Piaseczna[110] i Zapole[111],
- Pińsk,
- Piotrowicze[112],
- Pirkowicze,
- Planta,
- Porzecze,
- Prużana,
- Romanów,
- Roskosz,
- Różanka,
- Siechnowicze[113],
- Skoki,
- Socha[114],
- Stary Kuplin[115],
- Stolin i Rzeczyca,
- Szczytniki[116],
- Terebieżów[117],
- Wieleśnica[118],
- Wistycze[119],
- Witulin,
- Wołczyn,
- Worocewicze,
- Wysock,
- Wysokie Litewskie,
- Zakoziel[120],
- Zawiszcze,
- Zwody Małe[121],
- Żabczyce[122];

#### Województwo nowogródzkie
- Adamków[123][124],
- Albertyn[125],
- Basin[126],
- Bogudzięki[127],
- Boracin[128],
- Brańczyce[129],
- Burdykowszczyzna
- Choćkowce,
- Czombrów,
- Czyżewicze
- Dereczyn,
- Domaszewicze
- Dunajczyce[130],
- Dziewiątkowicze
- Florianów[131],
- Gniezno (Białoruś)[132],
- Hołynka[133],
- Hornostajewicze
- Horodeczna[134],
- Horodziej,
- Hrozów[135],
- Hruszówka[136],
- Hrycewicze[137],
- Iwacewicze[138],
- Iwaszkiewicze[139],
- Janowicze[140],
- Jasieniec[141],
- Jastrzębl[142],
- Kołdyczew[143],
- Koniuchy[144],
- Kosicze[145],
- Kosin[146],
- Koszelewo[147],
- Kraski,
- Kroszyn,
- Kwatery,
- Lachowicze,
- Lecieszyn[148],
- Lipa[149],
- Lubcz,
- Luszniew[150],
- Łobzów,
- Łopienica Wielka[151],
- Łopuszna[152],
- Łozowce[153],
- Mereczowszczyzna,
- Mieciewicze[154],
- Mir,
- Mirowszczyzna[155],
- Moczulna[156],
- Mogilowce[157],
- Mokrany,
- Nacz Bryndzowska[158],
- Nakryszki,
- Narucewicze[159],
- Niańków[160],
- Nieśwież,
- Nowodwórka[161],
- Obryń[162],
- Oharewicze[163],
- Ostaszyn[164],
- Pieniuha,
- Pieski[165],
- Podorosk[166],
- Połoneczka,
- Radziwiłłmonty,
- Rajca,
- Reginów[167],
- Rohożnica[168],
- Roś[169],
- Różana,
- Rudnia[170],
- Rutkiewicze,
- Sawejki[171],
- Sawicze,
- Sienna,
- Skarbiec,
- Smolczyce[172],
- Snów[173],
- Sporów[174],
- Klucz starczycki,
- Starczyce[175],
- Stary Dworzec,
- Strzała[176],
- Strzałkowo,
- Suła[177],
- Swojatycze,
- Sworotwa[178],
- Szczorse[179],
- Świsłocz,
- Teolin[180],
- Tracewicze[181],
- Tucza[182],
- Tuhanowicze,
- Ustronie,
- Wacławowo,
- Waszkowce[183],
- Weresków[184],
- Wierdomicze[185],
- Wolna[186],
- Worończa,
- Wsielub,
- Zadwieja,
- Zaladzie,
- Zausze,
- Zdzięcioł,
- Zelwiany,
- Zubki,
- Żukowszczyzna

### Tom III

#### Województwo trockie
- Abramowsk[187]
- Augustówek[188]
- Birże
- Bobcin[189]
- Brzostowica Murowana[190]
- Brzostowica Wielka
- Bystrampol[191]
- Czerlona
- Dowspuda
- Hieronimów
- Horodnica
- Jabłonów[192]
- Jakimiszki[193]
- Janopol
- Jezno
- Johanniszkiele[194]
- Jurgielewszczyzna
- Kirsna-Ostrów
- Landwarów
- Lubicz[195]
- Łabunów[196]
- Łączynów[197]
- Makowlany
- Marciniszki[198]
- Marwa[199]
- Massalany
- Metele
- Mitruny[200]
- Oleszewicze[201]
- Opitołoki
- Orwistów[202]
- Parfimowce[203]
- Pojeziory
- Pojoście[204]
- Pokrój
- Ponary[205]
- Poniemuń[206]
- Rudawa[207]
- Stanisławów[208]
- Starzynki[209]
- Szałtupie[210]
- Szukle[211]
- Świack
- Ustronie[212]
- Wojczyzna[213]
- Wojewodziszki[214]
- Wola k. Łunny
- Zatrocze
- Żejmy

#### Księstwo Żmudzkie
- Bejsagoła
- Belweder[215]
- Berżany
- Billewicze[216]
- Birżyniany
- Blinstrubiszki[217]
- Błogosławieństwo
- Burbiszki
- Cytowiany
- Czerwony Dwór
- Dykteryszki[218]
- Dżuginiany[219]
- Giełgudów
- Giełgudyszki
- Hrynkiszki[220][221]
- Iłgów[222]
- Kiejdany
- Kielmy
- Kretynga
- Kurtowiany
- Plinksze[223]
- Płungiany
- Pogryżów[224]
- Pojeziory
- Połąga
- Poniemoń[225]
- Poniewieżyk[226]
- Rennów[227]
- Retów
- Skorojtyszki[228]
- Syrutyszki[229]
- Szawkiany
- Szłapoburże[230]
- Szweksznie
- Szyłele
- Wendzgol[231]
- Wielona
- Zdaniszki[232]
- Żołpie
- Żybortany[233].

#### Inflanty Polskie
- Drycany,
- Hieronimów[234],
- Hoftenberg,
- Janopol[235],
- Józefów[236],
- Kamieniec Inflancki[237],
- Kombul,
- Krasław,
- Lanckorona,
- Liksna,
- Małnów[238],
- Prele,
- Prezma,
- Rozentowo[239],
- Rybiniszki,
- Warklany,
- Wyszki,
- Zwirdzin

#### Księstwo Kurlandzkie
- Bebra[240],
- Kazimierzyszki[241],
- Kurmen[242],
- Schlossberg k. Iłłukszty,
- Tyzenhauz (Alt Lassen) Przezdzieckich.

### Tom IV

#### Województwo wileńskie
- Abele[243],
- Antonosze[244],
- Antuzów[245],
- Belmont[246],
- Berdówka[247],
- Biała Waka[248],
- Bienica[249][250],
- Bieniuny[251],
- Bohdanów[252],
- Bolcienniki[253],
- Bołtup[254],
- Bortkuszki[255],
- Budsław[256][257],
- Bujwidze[258],
- Burbiszki[259],
- Cerkliszki[260],
- Chrzczeniszki[261],
- Czabiszki[262],
- Czerwony Dwór,
- Dobrowlany[263],
- Dubniki[264],
- Dukszty[265],
- Duniłowicze[266][267],
- Dziewiętnia[268],
- Gaczany[269],
- Giejstuny[270],
- Giełwany,
- Gieranony,
- Glinciszki,
- Gojcieniszki,
- Hanuszyszki,
- Hanuta[271][272],
- Holszany,
- Hołdów[273],
- Hołoblewszczyzna
- Hołonety[274],
- Horodno[275]
- Horodźki[276],
- Iszczołna[277],
- Jachimowszczyzna
- Jakubów[278],
- Jasieniewicze[279],
- Jaszuny,
- Jody[280],
- Jużynty,
- Karolinów[281],
- Klewica[282],
- Kościeniew[283],
- Kowaliszki,
- Koźliszki Małe[284],
- Kraśniany[285],
- Krycewicze[286],
- Krykały[287],
- Kurkle,
- Leonpol[288],
- Leonpol[289],
- Łazduny[290],
- Łogumowicze[291],
- Łuczaj,
- Łukinia[292],
- Łukonie[293],
- Łyntupy,
- Maćkowce[294],
- Malinowszczyzna
- Mańkowicze[99],
- Meyszty[295],
- Miadzioł Stary[296],
- Michaliszki,
- Michałowszczyzna
- Międzyrzec[297],
- Możejków Mały[298],
- Możejków Wielki[299],
- Muśniki,
- Narmojnie[300],
- Naruny[301],
- Nidoki,
- Niemież,
- Nowosiółki[302],
- Oknista[303],
- Olszew[304],
- Opsa,
- Orniany[305],
- Ościukowicze[306],
- Alantos dvaras,
- Papiernia[307],
- Pawłów[308],
- Pieniany[309],
- Pikiliszki[310][311],
- Podweryszki[312],
- Pokrewnie[313],
- Polep[314],
- Poławeń,
- Pomusze[315],
- Poniemuniek[316],
- Poniemuń[317],
- Postawy,
- Poszumierz[318],
- Radkuny[319],
- Rakiszki,
- Rakliszki[320],
- Rogówek[321],
- Romaniszki[322],
- Różanka[323],
- Serenczany[324],
- Siesiki,
- Soleczniki Małe,
- Soleczniki Wielkie,
- Soły[325],
- Stajki[326],
- Stracza[327],
- Szajkuny Swolkieniów[328],
- Szczuczyn[329],
- Szemetowszczyzna Skirmuntów[330],
- Szumsk,
- Taboryszki,
- Tatary,
- Towiany,
- Turły[331],
- Uciana,
- Waka[332],
- Werki,
- Widze Łowczyńskie[333],
- Wielki Barów[334],
- Wieprze,
- Wiszniew,
- Wiżuny,
- Wojtkuszki[335],
- Wołożyn,
- Worniany,
- Zabłocie[336],
- Zajnów[337],
- Zalesie[338][339],
- Zawierz[340],
- Żemłosław,
- Żołudek[341],
- Żyrmuny;

#### uzupełnienia tomów I–IV
- województwo mińskie: Dokszyce[342], Śmiłowicze (uzupełnienie opisu z I tomu);
- województwo połockie: Boczejków (uzupełnienie opisu z I tomu), Kamień[343], Kamionka[344], Pyszno (uzupełnienie opisu z I tomu);
- województwo nowogródzkie: Litwa, Zausze (uzupełnienie opisu z II tomu);
- Księstwo Żmudzkie: Wieszwiany;
- województwo wileńskie: Holszany (uzupełnienie opisu z IV tomu), Smorgonie[345], Zalesie (uzupełnienie opisu z IV tomu).

### Tom V –Województwo wołyńskie
- Annopol
- Antoniny
- Aresztów
- Barmaki
- Bereh
- Beresteczko
- Berezne
- Bereżce
- Białokrynica
- Białozórka
- Bieleckie
- Bilcze
- Biskupicze
- Boczanica
- Boremel
- Bużany
- Cepcewicze Wielkie
- Chołoniów
- Chrenów
- Czajczyńce
- Czarna
- Czartoryja
- Czudnica
- Derażne
- Derkacze
- Dermań
- Dolsk
- Dubno
- Gródek
- Hodomicze
- Holcza
- Hołoby
- Hołownica
- Horochów
- Horodec
- Horodnica
- Horodyszcze
- Horyńgród
- Hoszcza
- Hryców
- Humienniki
- Ilpiboki
- Iwanczyce
- Jampol
- Kaszówka
- Kisiele
- Kisielin
- Klewań
- Kobyla
- Kołodno
- Koniuchy
- Korostki
- Korzec
- Kośków
- Krasiłów
- Krzewin
- Kulczyny
- Kupiel
- Kurasz
- Kustyń
- Lachowicze
- Lipki
- Lubar
- Łabuń
- Ładyhy
- Łaszki
- Ławrów
- Łopawsze
- Medwedówka Wielka
- Medyń
- Międzyrzecz Korecki
- Miropol
- Mizocz
- Młynów
- Mokwin
- Myszów
- Niemowicze
- Nieświcz
- Niewirków
- Nowomalin
- Nowosielica
- Nowosiółki
- Oktawin
- Oleksiniec Stary
- Ołyka
- Ostrożec
- Ostróg
- Ożenin
- Ożohowce
- Pedynki
- Peremyl
- Płoska
- Płużne
- Podberezie
- Podłużne
- Pohoryła Wyższa
- Połonne, Hamernia[346]
- Popowce Kupielskie
- Poryck
- Prywitów
- Pustomyty
- Pyszki
- Radochówka
- Raśniki
- Romanów
- Wielki Rożyn
- Równe
- Rześniówka
- Samczyki
- Samczyńce
- Satyjów
- Semerynki
- Siedliszcze Wielkie
- Siekierzyńce
- Sielec
- Sławuta
- Smordwa
- Stadniki
- Stepań
- Stubło
- Sudyłków
- Szpanów
- Szubków
- Teofilpol
- Tereszki
- Tuczyn
- Turyczany
- Tynne
- Ulcha
- Urwenna
- Warkowicze
- Werbeń
- Wielick
- Wielka Głusza (Hłusza)
- Wierzchów
- Wiśniowiec
- Włodzimierzec
- Wołoskie
- Woronczyn
- Worotniów
- Woskodawy
- Wyszczykusy
- Zabłotce
- Zaborol
- Zahajce Wielkie
- Zahorce
- Zamlicze
- Zarubińce
- Zasław
- Zbaraż
- Zdołbica
- Zozulińce Wielkie
- Żukowce

### Tom VI

#### Województwo bełskie
- Bojaniec
- Busk
- Chorobrów
- Cichobórz
- Derewnia
- Dołhobyczów
- Grabowczyk
- Grodysławice
- Hoholów
- Hołubie
- Honiatycze
- Horyniec
- Hostynne
- Hrubieszów
- Hujcze
- Kamionka Wołoska
- Kozłów
- Kozodawy
- Krynice
- Krystynopol
- Leszczków
- Liski
- Łabunie
- Łaszczów
- Łopatyn
- Łuczyce
- Magierów
- Malice
- Masłomecz
- Mircze
- Modryniec
- Modryń
- Moroczyn
- Moszków
- Myców
- Nadolce
- Narol
- Oleszyce
- Ostrów
- Oszczów
- Pawłów
- Perespa
- Poddębce
- Posadów
- Poturzyca
- Poturzyn
- Rachanie
- Radostów
- Radziechów
- Ruda Różaniecka
- Sawczyn
- Skomorochy Wielkie
- Stara Wieś
- Stepankowice
- Stronibaby
- Strzyżów
- Suszno
- Szychowice
- Świdniki
- Świtarzów
- Tartaków
- Teptiuków
- Terebiniec
- Trzeszczany
- Tuczapy
- Turkowice
- Uhrynów
- Ulicko
- Waręż
- Werbkowice
- Wieniawka
- Wierzbica
- Wiszniów
- Wożuczyn
- Zwiartów
- Żulice

#### Ziemia chełmskawojewództwa ruskiego
- Bończa
- Czerniejów
- Dorohusk
- Klemensów
- Krasnobród
- Kraśniczyn
- Łabuńki
- Maciejów
- Maszów
- Mościska
- Orłów Murowany
- Przewale
- Rakołupy
- Rejowiec
- Serebryszcze
- Siedliszcze
- Sielec
- Skierbieszów
- Stryjów
- Surhów
- Świerszczów
- Tarnogóra
- Uher
- Wojsławice
- Zwierzyniec
- Żdżanne

### Tom VII

#### Ziemia halickawojewództwa ruskiego
- Babin
- Bajkowce
- Berezowica Wielka
- Błudniki
- Bobulińce
- Bołszowce
- Bucniów
- Bursztyn
- Cebrów
- Chomiakówka
- Chorostków
- Czarnołoźce
- Czernielów Mazowiecki
- Cześniki
- Czortków
- Danilcze
- Grzymałów
- Gwoździec
- Hadyńkowce
- Hladki
- Horożanka
- Iwanówka
- Jezupol
- Kaczanówka
- Klebanówka
- Kniaże
- Kopyczyńce
- Koropiec
- Kosów
- Krogulec
- Krzywotuły
- Kujdańce
- Kułaczkowce
- Kurowce
- Laskowce
- Litwinów
- Mariampol
- Mikulińce
- Młyniska
- Monasterzyska
- Mużyłów
- Myszkowce
- Ochrymowce
- Okno
- Okno
- Oskrzesińce
- Ossowce
- Ostrowiec
- Płotycz
- Porchowa
- Potok Złoty
- Poznanka Hetmańska
- Przybyłów
- Psary
- Romaszówka
- Rzepińce
- Seredne
- Skomorochy
- Sorocko
- Stratyn
- Strusów
- Supranówka
- Suszczyn
- Szlachcińce
- Tarnopol
- Telacze
- Tomaszowce
- Toustobaby
- Trybuchowce
- Uniż
- Wodniki
- Wołczków
- Zagrobela
- Załucze
- Zawadka
- Zawałów
- Złotniki

#### Ziemia lwowskawojewództwa ruskiego
- Barszczowice
- Bełzec
- Biłka Szlachecka
- Bortniki
- Borynicze
- Brody
- Brzeżany
- Chłopy
- Chodorów
- Cucułowce
- Czernica
- Derewlany
- Dziewiętniki
- Glinna
- Glinna
- Grzęda
- Hrusiatycze
- Jaworów
- Juśkowice
- Kamionka Strumiłowa
- Kąty
- Kołtów
- Krechów
- Kukizów
- Kutkorz
- Lackie
- Laszki Królewskie
- Laszki Murowane
- Leśniowice
- Lipowce
- Lubień Wielki
- Łahodów
- Łówczyce
- Malczyce
- Niesłuchów
- Obroszyn
- Udnów
- Olesko
- Ostałowice
- Perepelniki
- Pieniaki
- Płotycza
- Podhorce
- Podkamień
- Podliski Małe
- Pomorzany
- Ponikwa
- Przyłbice
- Pustomyty
- Raj
- Rozdół
- Ruda k. Kochawiny
- Siechów
- Siemianówka
- Skwarzawa
- Słowita
- Sokołów
- Stare Sioło
- Strzałki
- Świrz
- Tuligłowy
- Uherce Niezabitowskie
- Udnów
- Uszkowice
- Wicyń
- Zadwórze
- Złoczów
- Żółkiew
- Żurawno

### Tom VIII

#### Ziemia przemyskawojewództwa ruskiego
- Bakończyce
- Balice
- Beńkowa Wisznia
- Bolestraszyce
- Chłopczyce
- Cieszacin Wielki
- Czaple
- Dołhe
- Duńkowiczki
- Grodowice
- Hawłowice Dolne
- Hermanowice
- Humieniec
- Kalników
- Kochanówka
- Kormanice
- Krakowiec
- Krasiczyn
- Krysowice
- Kuźmina
- Laszki Murowane
- Lubieńce
- Łukawica Dolna
- Malawa
- Medyka
- Miżyniec
- Pawłosiów
- Pełkinie
- Podhorce
- Przeworsk
- Rajtarowice
- Rokietnica
- Rudawka
- Rudniki Lackie
- Rychcice
- Sądowa Wisznia
- Siemiginów
- Sieniawa
- Sietesz
- Stubno
- Surochów
- Śniatynka
- Uhersko
- Uroż
- Wańkowice
- Wróblewice
- Wysock
- Zarzecze
- Żurawica

#### Ziemia sanockawojewództwa ruskiego
- Bachórz
- Bachórzec
- Dąbrówka Starzeńska
- Dubiecko
- Dynów
- Grabownica Starzeńska
- Haczów
- Iwonicz
- Izdebki
- Jabłonka
- Jasienica Rosielna
- Jasionów
- Klimkówka
- Komańcza
- Kombornia
- Końskie
- Krościenko Wyżne
- Lesko
- Nienadowa
- Nozdrzec
- Ruska Wieś[347]
- Rymanów
- Tyrawa Wołoska
- Uherce Mineralne
- Wzdów

### Tom IX

#### Województwo podolskie
- Adampol
- Babszyn
- Bahowica (Баговиця)
- Berlińce Lasowe
- Bębnówka Wielka
- Bilcze Złote
- Biliczyn
- Boguszówka
- Bucnie
- Bujwołowce
- Chmielowa
- Chmielówka
- Chrzanówka
- Czarnokońce Wielkie
- Czarnokozińce
- Czarny Ostrów
- Czerwonogród
- Daszkowce
- Derażnia
- Dunajowce
- Dzielińcze
- Dźwinogród
- Eliaszówka
- Gorczyczna
- Gródek
- Gruszka
- Harmaki
- Hołobówka
- Hołozubińce
- Howory
- Husiatyn
- Iwachnowce
- Iwankowce
- Iwankowce Chreptyjowskie
- Jarmolińce
- Jaśkowce
- Jazłowiec
- Juwki[348]
- Jurkowce
- Kacmazów
- Karolówka
- Klimaszówka
- Kniahynin
- Kolędziany
- Korytna
- Kumanowce
- Kuryłowce Murowane
- Kuryłówka
- Latacz
- Łuczyniec
- Łysowody
- Maków
- Malejowce
- Metyńce
- Michałowce
- Michałówka
- Mielnica
- Międzyboż
- Mińkowce
- Otroków
- Przytulia
- Morachwa
- Muksza Wielka[349]
- Niemija[350]
- Niszowce
- Oleksińce
- Oleszkowce
- Ostapkowce
- Ostrowczany
- Paniowce
- Podfilipie
- Pokutyńce
- Porzecze Nowe
- Rybczyńce
- Rychty
- Sapohów
- Sawińce
- Serebryńce
- Sewerynówka
- Sidorów
- Sieniawa Nowa
- Sieniawa Stara
- Skała
- Skazińce
- Słoboda Słyszkowiecka
- Szarawka
- Szarogród
- Szczerbanie
- Śledzie
- Śnitków
- Teleżyńce
- Turczyńce
- Wońkowce
- Wysuczka
- Zahińce
- Zaleszczyki
- Zawale
- Zbrzyż
- Zińkowce
- Żaglówka

### Tom X

#### Województwo bracławskie
- Andruszówka
- Antopol
- Baczkuryn
- Bałanówka
- Basztanków
- Berszada
- Borówka
- Bułhaje
- Cybulów
- Czarnomin
- Czerepaszyńce
- Czerniatyn
- Czerpowody
- Daszów
- Dobra
- Dymitraszkówka
- Dzwonicha
- Dzygówka
- Dżuryn
- Fedorówka
- Honorówka
- Hryszowce
- Humań i Zofiówka
- Jakuszyńce
- Jampol
- Janów
- Kaczkówka
- Kamionka
- Kapuściany
- Kasperówka
- Kraczkówka
- Krasnosiólka
- Kropiwna Niższa
- Kukuły
- Kuna
- Kuźmince
- Lemieszówka
- Leśkowa
- Lince
- Lulińce
- Łebedynka
- Łopatyn
- Łosijówka
- Mańkówka
- Mojówka
- Monasterzyska
- Napadówka
- Narajówka
- Niemirów i Kowalówka
- Noskowce
- Obodówka
- Onypkowce
- Osiczna – Turski Las
- Ossolinka[351]
- Peczara
- Pietniczany
- Podwysokie
- Pohrebyszcze
- Popieluchy
- Przyłuka Stara
- Rachny Lasowe
- Raszków
- Sainka
- Samhorodek
- Siedliszcze
- Sielnica
- Skała
- Skibińce
- Sokołówka
- Spiczyńce
- Stawki
- Strzyżaków
- Strzyżawka
- Sumówka
- Szpików
- Tetyjów
- Trojanka
- Tulczyn
- Tywrów
- Wasylówka
- Werbowa
- Wierzchówka
- Wiśniopol
- Woronowica
- Wysokie
- Zakrenicze
- Zawadówka
- Ziatkowce
- Zofiówka
- Żabokrzycz
- Żornyszcze
- Żywotówka

### Tom XI

#### Województwo kijowskie
- Aleksandrówka,
- Andruszówka,
- Berdyczów,
- Berezna[352],
- Biała Cerkiew i Aleksandria,
- Białołówka,
- Białopole Tyszkiewiczów[353],
- Browki,
- Brusiłów,
- Chabno,
- Chodorków,
- Cudnów,
- Czarnobyl,
- Czerwona[354],
- Didowszczyzna
- Dywin[355],
- Dzierżanówka
- Hajwron,
- Holaki[356],
- Hrehorówka[357],
- Iwankowce[358]
- Iwnica,
- Juszki[359],
- Kodnia[360],
- Korosteszów,
- Korsuń,
- Kotlarka[361],
- Kozin[362],
- Krasnopol[363],
- Krzywiec[364],
- Łaski[365],
- Machnówka,
- Mikołajówka[366],
- Mołoczki[367],
- Motowidłówka,
- Nowochwastów,
- Ostrohlady
- Podorożna[368],
- Prucki Wielkie
- Rajgródek
- Regimentarzówka i Neswatkowa
- Rohacze[369],
- Różyn,
- Rudaków[370],
- Rude Sioło[371],
- Snieżna[372],
- Spiczyńce,
- Stawiszcze,
- Steblów,
- Szapijówka[373],
- Tahańcza[374],
- Tokarówka[375],
- Tomaszówka,
- Trojanów[376],
- Tulin,
- Turbijówka[377],
- Turczynowe[378],
- Tymoszówka,
- Tymoszówka[379],
- Wierzchownia,
- Wolica Zarubiniecka
- Wołodarka;

#### uzupełnienia do tomów I–X
- poza granicami I Rzeczypospolitej: Aleksijówka[380], Odessa, Piotrówka[381], Sewerynówka;
- w województwie mińskim (tom I): Kuchcice[382], Piaresieka[383][384], Pereświetów Sołtanów[385], Rusinowicze, Zamość[386];
- w województwie połockim (tom I): Boryskowicze[387][388], Stanisławów;
- w województwie brzeskolitewskim (tom II): Duboja, Horodyszcze, Jurkowszczyzna[389], Ludwinów, Mołodów[101], Wieżki, Wołczyn, Zakoziel[120], Zalutyń;
- w województwie nowogródzkim (tom II): Albertyn, Czombrów, Dołmatowszczyzna[390], Horodziej, Kraski[391], Łopuszna, Mereczowszczyzna, Kossów-Mereczowszczyzna[392], Nahorodowicze, Obryna (Obryń)[393], Ostaszyn[394], Paulinów[395], Rajca, Różana[396], Sienieżyce[397], Worończa, Zamosze[398], Zubki;
- w województwie trockim (tom III): Balwierzyszki, Birże, Bułhakowsk[399], Freda, Johanniszkiele Karpiów[400][401], Kirsna-Ostrów[402], Landwarów, Lejpuny, Liszki, Pokrój, Ponary, Zatrocze[403];
- w Księstwie Żmudzkim (tom III): Cytowiany, Czerwony Dwór[404], Giełgudyszki (wł. Komarów), Giełgudyszki Górne (wł. Szemiothów), Plinksze[405], Płungiany, Rennów[406], Rykijow[407];
- w Inflatach Polskich (tom III): Krasław, Prele[408];
- w Księstwie Kurlandzkim (tom III): Bebra[409], Schlossberg[410];
- w województwie wileńskim (tom IV): Bienica[249][411], Bolcienniki, Burbiszki[412], Gierwiaty[413], Graużyszki[414], Halin[415] (Galin), Hanuszyszki, Idołta[416], Kalnia, Kamienpol[417], Korzenniki[418], Krycewicze[286], Kuszlany[419], Litwa, Lubów, Łosza[420], Mejszagoła[421], Niemież, Norzyca Łopacińskich[422], Olszew[423], Oszmiana Murowana[424], Owanta, Rakiszki, Rogówek[425], Serwecz Wielki[426], Sitce[427], Soleczniki Małe, Surwiliszki, Szawkowo[428], Świr, Tatary, Waka, Widze Łowczyńskie[429], Worniany, Zabłocie[430], Żyrmuny;
- w województwie wołyńskim (tom V): Białokrynica, Błudów[431], Czarna, Dubno, Hołoby, Hulcza, Kołodno[432], Korostki, Kozin, Kurasz, Miropol, Mizocz, Młynów, Osowa (Ossowa)[433], Ostrożec, Pekałów[434], Poryck, Równe, Sławuta, Szpanów, Turyczany, Zahajce Małe[435];
- w województwie bełskim (tom VI): Derewnia, Magierów, Narol, Rachanie;
- na ziemi chełmskiej województwa ruskiego (tom VI): Biendiuga[436], Luboml, Pulmo, Sztuń;
- na ziemi halickiej województwa ruskiego (tom VII): Niżniów;
- na ziemi lwowskiej województwa ruskiego (tom VII): Bóbrka[437], Obroszyn, Olesko, Żyrawa;
- na ziemi przemyskiej województwa ruskiego (tom VIII): Hawłowice Górne[438], Sieniawa;
- w województwie podolskim (tom IX): Czarnowody (Czarne Wody) Trzecieskich[439], Karabczyjówka[440], Karaczyjowce[441], Mielnica, Malejowce, Nowosiółka Jazłowiecka Błażowskich[442], Stara Sieniawa, Skała, Turczyńce, Wysuczka, Zaleszczyki;
- w województwie bracławskim (tom X): Antopol, Dzwonicha, Dzygówka, Tetyjów[443], Zarudzie[444].

## Nagrody
Za dzieło swojego życia Roman Aftanazy otrzymał liczne nagrody, które jednak odbierał niezwykle skromnie, pisząc: Nie moja to zasługa, lecz tematu.
- Nagrodę Główną Ministra Kultury i Sztuki (1990)
- Nagrodę Naukową PAN (1990)
- Nagrodę Polskiego Towarzystwa Naukowego na Obczyźnie w Londynie (1990)
- Nagrody Fundacji im. Jerzego Łojka przy Instytucie Józefa Piłsudskiego w Nowym Jorku (1993)
- Nagrodę Rady Miejskiej Wrocławia (1993)
- Nagrodę Fundacji Nauki Polskiej (1994)
- Nagrodę Fundacji Władysława i Nelly Turzańskich z Toronto
- Nagrodę Redakcji „Przeglądu Wschodniego”
- Nagrodę im. Włodzimierza Pietrzaka